# Cyrtanthus falcatus
Cyrtanthus falcatus är en amaryllisväxtart som beskrevs av Robert Allen Dyer. Cyrtanthus falcatus ingår i släktet Cyrtanthus, och familjen amaryllisväxter.
Artens utbredningsområde är KwaZulu-Natal. Inga underarter finns listade i Catalogue of Life.

## Bildgalleri

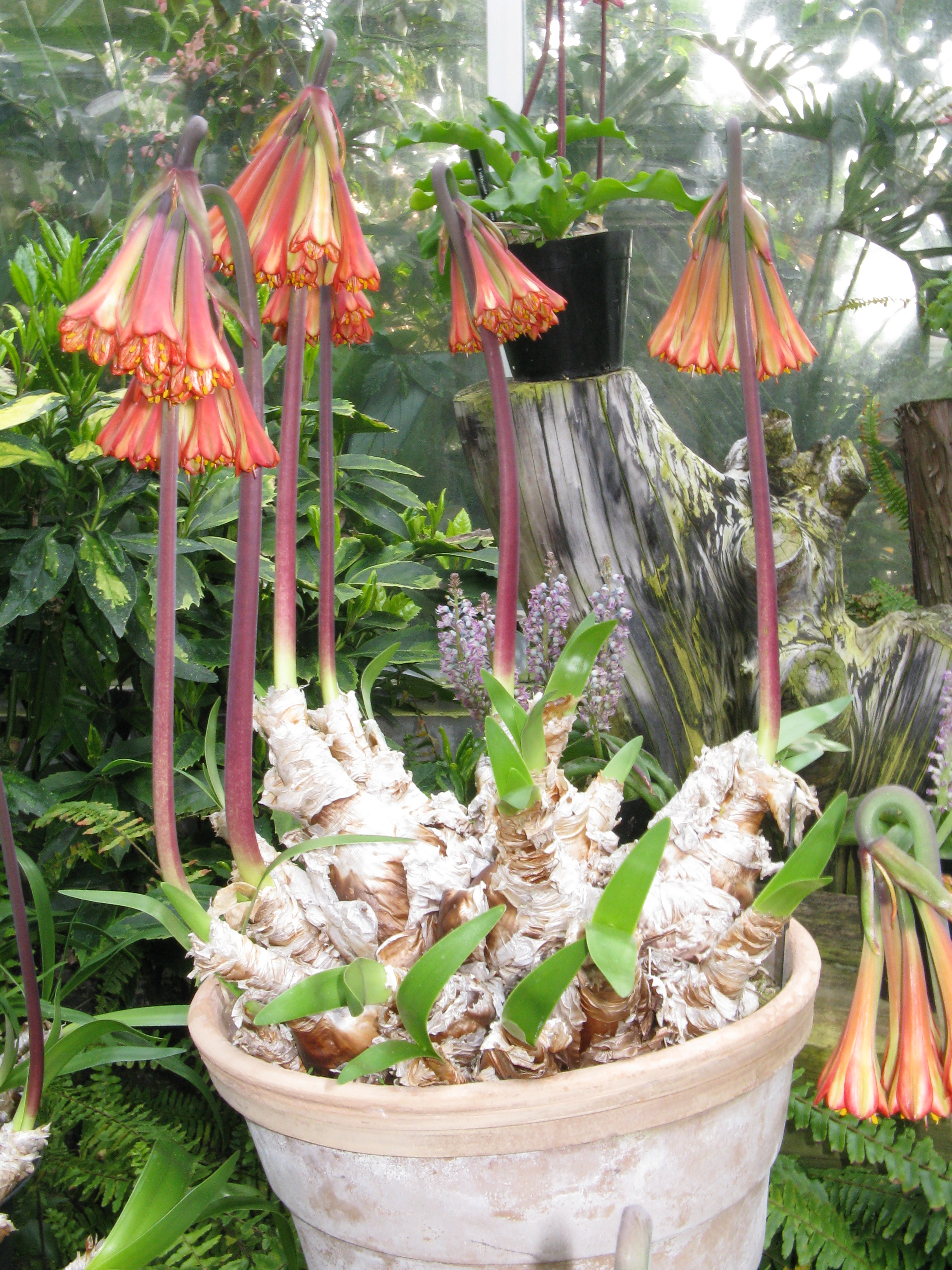
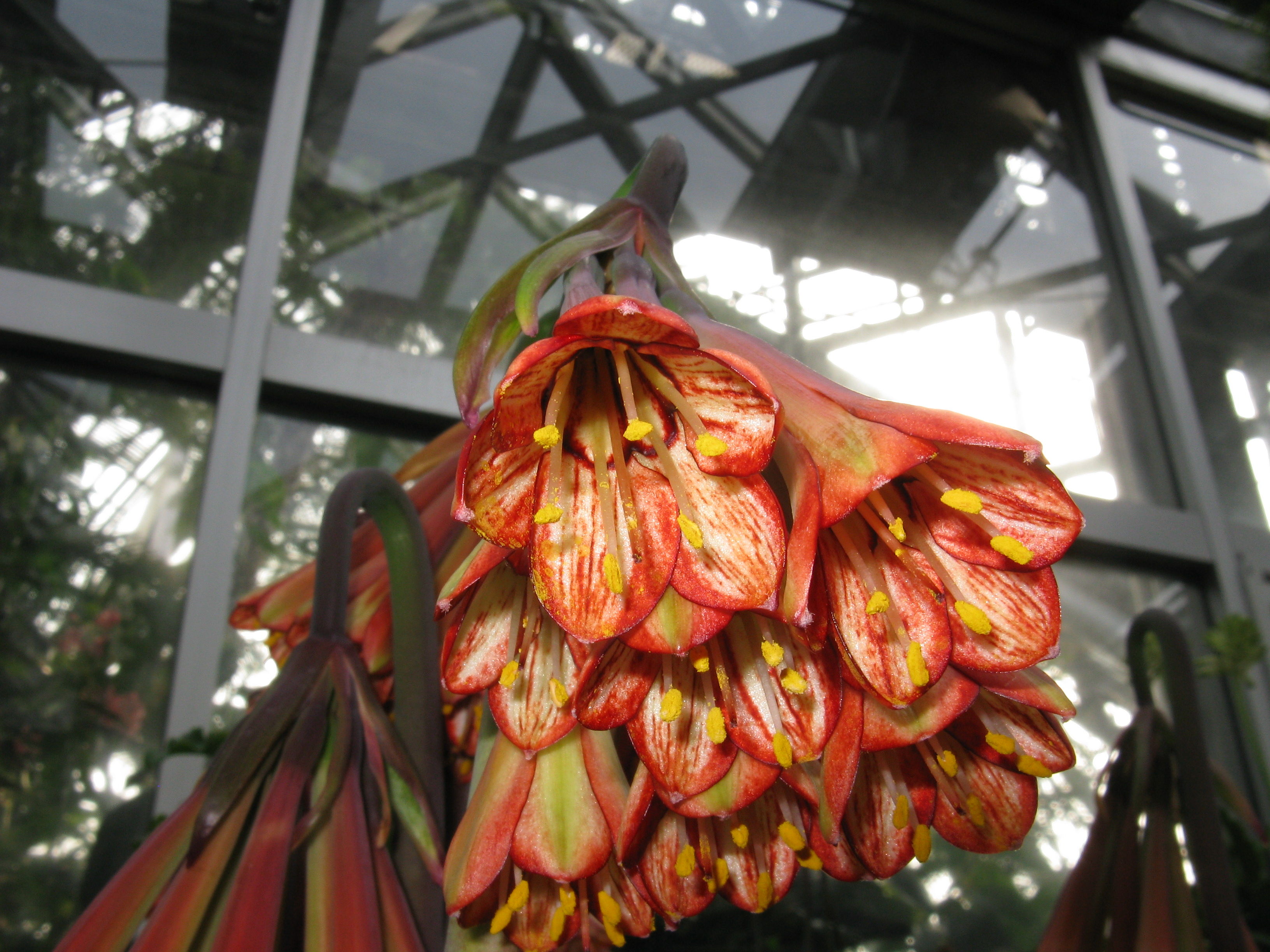
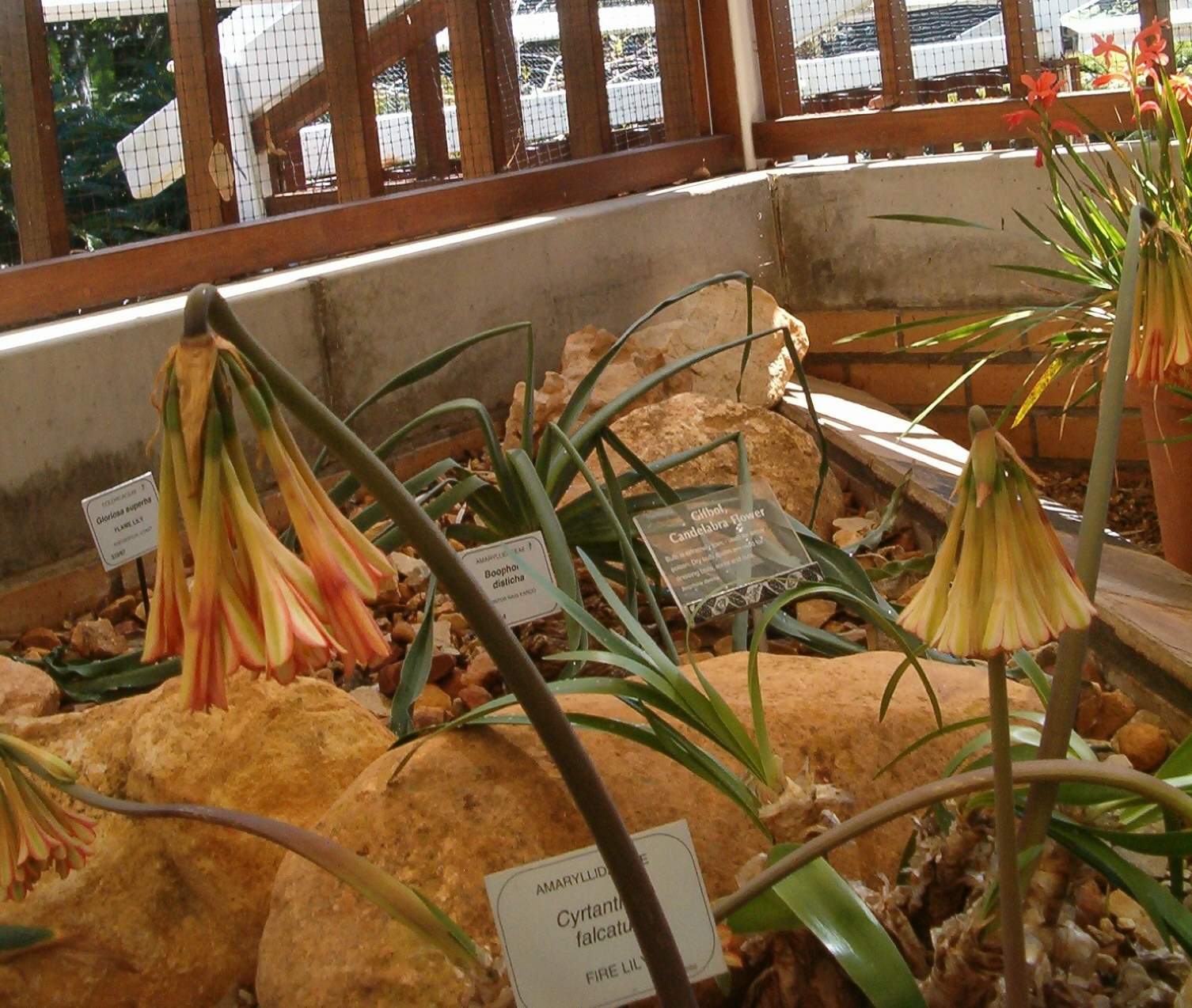
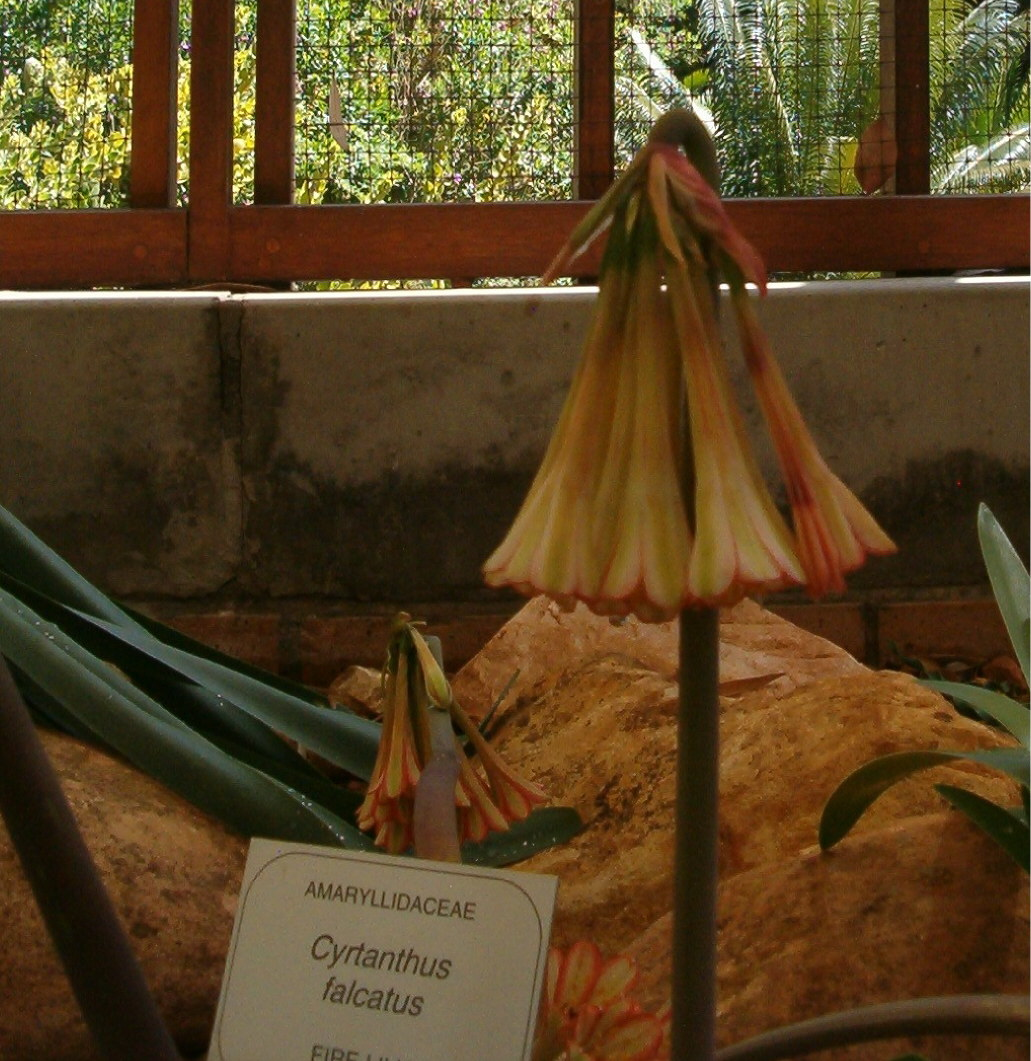
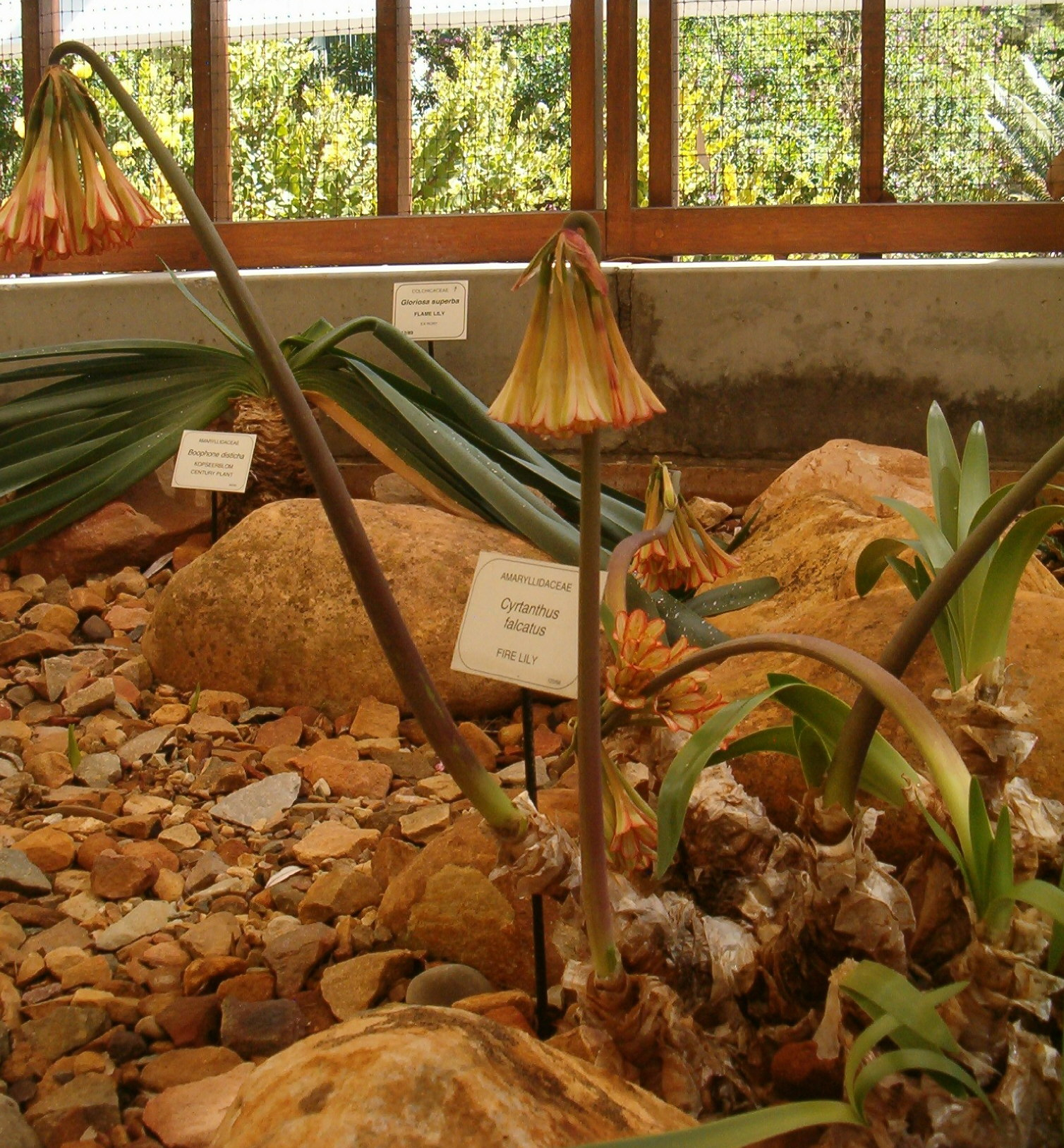
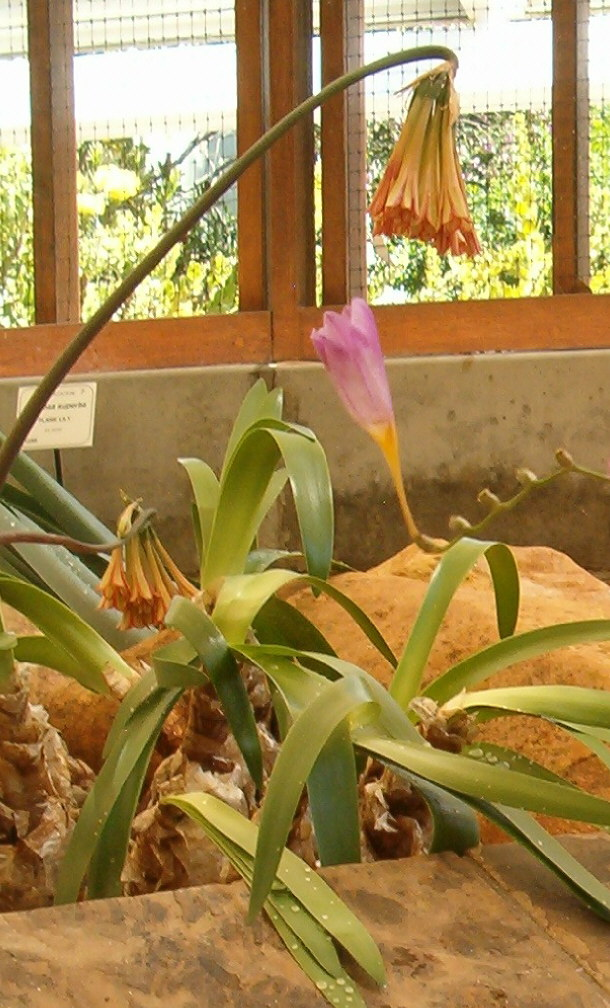